# 1051 Merope
1051 Merope là một tiểu hành tinh vành đai chính. Nó được phát hiện bởi Karl Wilhelm Reinmuth ngày 16 tháng 9 năm 1925. Tên ban đầu của nó là 1925 SA. Nó được đặt theo tên Merope, Greek muse và goddess.